# La edad ingrata
La edad ingrata (título original en inglés Seventeen: A Tale of Youth and Summer Time and the Baxter Family Especially William) es una novela de humor escrita por Booth Tarkington que satiriza sutilmente el primer amor a través del imberbe William Sylvanus Baxter de diecisiete años. La edad ingrata se desarrolla en una pequeña ciudad del medio oeste de Estados Unidos unos años antes de la Primera Guerra Mundial. Fue publicada en piezas cortas en la Metropolitan Magazine en 1914 y en su totalidad en un solo volumen en 1916, cuando se convirtió en un éxito de ventas en Estados Unidos.

## Argumento
La familia Baxter, de clase media, disfruta de una vida cómoda y plácida hasta el verano en el que sus vecinos, la familia Parcher, hospedan a una visita de fuera de la ciudad, Lola Pratt. Lola es una aspirante a actriz y una “auténtica belleza de dieciocho años” que habla como una niña “incluso en el desayuno” y es el centro de atención allí a dónde va. Enseguida capta la atención de William con su belleza, sus modales insinuantes y su perrito faldero blanco que siempre la acompaña, Flopit. William está convencido de que por fin ha encontrado el Verdadero Amor. Como otros jóvenes de su círculo, se pasa el verano persiguiendo a Lola en los picnics, bailes y fiestas y, sin ser consciente de ello, sus familiares y amigos empiezan a verle como una persona repulsiva, por lo que empiezan a avergonzarle y humillarle continuamente, ya que no comparten su ensalzada opinión sobre su “dama que habla como una niña”. 
William roba el esmoquin de su padre y se lo pone todas las noches para cortejar a Lola en casa de los arrepentidos Parcher. Según pasa el tiempo, su enamoramiento crece y con él, escribe un pésimo poema de amor a “Su Dama”, colecciona las flores muertas que ha tocado Lola y desarrolla, según su familia, un interés peculiar por las barbas y los matrimonios infantiles entre los “Hindús”.  Además, William se enfada constantemente con su hermana de diez años Jane y con Genesis, el empleado negro de los Baxter, porque insisten en tratarle como a un igual en vez de como al adulto serio que él se piensa que es. Sus padres, por su parte, suelen sonreír y ser tolerantes con el estado amoroso en el que se encuentra William y esperan que pueda superarlo y convertirse en un adulto maduro y responsable.
Después del verano que William considera que le ha cambiado la vida, Lola abandona en tren la ciudad. El libro termina con una mirada al futuro al más puro estilo Maeterlinck en el que se muestra que, efectivamente, William ha sobrevivido a las vicisitudes de la adolescencia.

## Crítica
Cuando se publicó el libro, el New York Times le dedicó una crítica de una página entera, llamándolo una “sátira deliciosa” y alabándolo por ser “un estudio notable de la psicología de un chico en los últimos años de su adolescencia”.
Muchos críticos consideran La edad ingrata como humorísticamente veraz. Un crítico de la época escribió: “Cada hombre y mujer mayor de cincuenta años tiene que leer La edad ingrata. No es solo un elaborado análisis del amor adolescente, si no también, con su divertidísimo júbilo, una tragedia. Ninguna persona madura que lea esta novela se arrepentirá de su juventud perdida o deseará volver a ser joven…” “Tan divertida, pero más triste que Penrod, tiene la misma percepción de lo que se siente al ser joven”. En una crítica de la versión teatral de 1951, el crítico de teatro del New York Times, Brooks Atkinson, la llamó “una conmovedora y humorística historia de la adolescencia… Tiene un toque de inmortalidad que no se percibe en la mayoría de las obras más populares. En esencia es auténtica, cierta”.
Otras reseñas, por el contrario, tacharon el libro de no ser realista. “La auténtica adolescencia, como cualquier otra etapa del ser humano, tiene sus propias pasiones, su propia poesía, sus tragedias y alegrías; la adolescencia de las historias del señor Tarkington es poco más que una farsa escenificada para extraños”.
Los críticos han sugerido que Willie Baxter podría ser Penrod de viejo. La edad ingrata y Penrod son similares en estructura; ambas son colecciones de piezas cortas y algunos personajes y situaciones de Penrod aparecen reciclados en La edad ingrata: “muchos de los personajes tienen características paralelas… Aparecen episodios enteros que son similares…”
F.S. Fitzgerald menciona La edad ingrata en su lista de los “10 mejores libros” para leer y la califica de “El libro más gracioso que he leído nunca”.

## Películas, televisión o adaptaciones teatrales
- Película muda Seventeen in 1916, con Jack Pickford y Louise Huff.
- Obra teatral adaptada por Hugh Stanislaus Stange y Stannard Mears, producida en 1918 con Gregory Kelly y Ruth Gordon.
- Comedia musical Hello, Lola, basada en la obra de 1918, producida en Nueva York en 1926.
- Retransmisión por radio de Orson Welles de Seventeen y The Mercury Theatre on the Air, el 16 de octubre de 1938.
- Película Seventeen in 1940, con Jackie Cooper y Betty Field.
- Musical Seventeen, adaptado por Sally Benson, producido en Nueva York en 1951, con Kenneth Nelson y Ann Crowley.

## Footnotes
1. ↑  Calta, Louis.
2. ↑  New York Times, March 15, 1916, p.
3. ↑  Phelps, William Lyon.
4. ↑  Avery, Gillian.
5. ↑  Atkinson, Brooks.
6. ↑  Van Doren, Carl.
7. ↑  Avery.